# Kościół Przemienienia Pańskiego w Daniszewie
Kościół Przemienienia Pańskiego w Daniszewie – rzymskokatolicki kościół parafialny w miejscowości Daniszewo, należący do diecezji płockiej.

## Historia

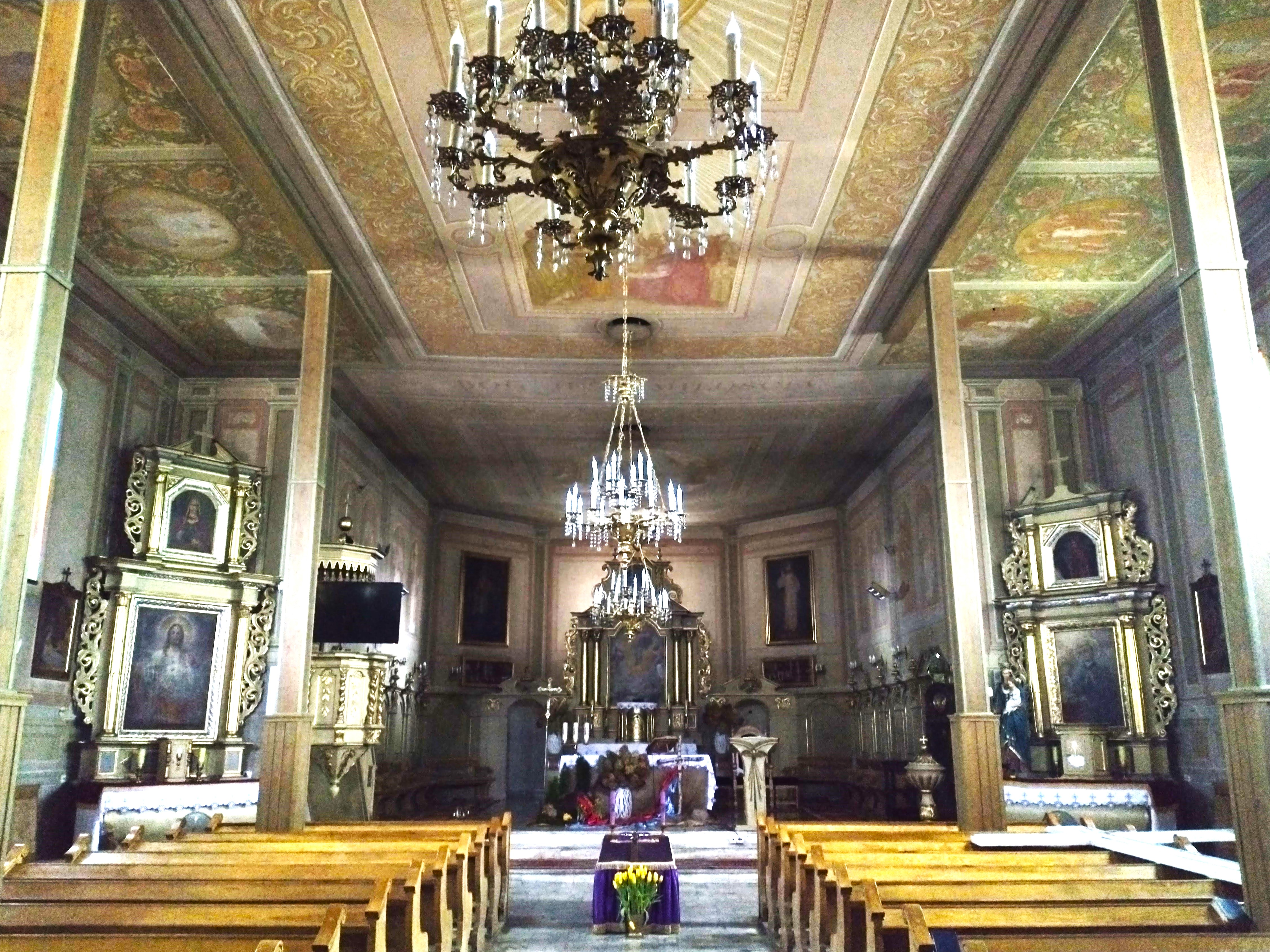
Wnętrze i ołtarze

Parafia w Daniszewie prawdopodobnie powstała we wsi w XII wieku, natomiast pierwszy zapis o świątyni pochodzi z 1389. Lokalnym proboszczem był tutaj m.in. przyszły biskup płocki, Ścibor z Gościeńczyc. Drugi (drewniany) kościół wzniesiono w połowie XVI wieku. Jego konsekracji dokonał biskup Jakub Bieliński. Na wyposażeniu budowli były dwa ołtarze boczne i główny z wizerunkiem Wniebowzięcia NMP w otoczeniu Apostołów. Został on usunięty, by dać miejsce nowemu, renesansowemu w 1590. Świątynia ta spaliła się w 1713, a kolejną (o cechach neoklasycystycznych) zbudowano w 1717 (była konsekrowana przez biskupa Marcina Załuskiego w 1739). W 1754 została oszalowana, a w 1860 odnowiona. Generalny remont przeszła w 1895. Miała wewnętrzne malowidła zaprojektowane przez Władysława Drapiewskiego i namalowane przez Józefa Warzyńskiego pochodzącego z Kikoła. W końcu XIX wieku zbudowano dzwonnicę parawanową w stylu neogotyckim. Podczas okupacji niemieckiej kościół był okresami nieczynny. Niemcy aresztowali i zamordowali wówczas w KL Soldau proboszcza Ludwika Łukasiewicza oraz wikariusza Jana Kozłowskiego (1941). W latach 1947–1951 kościół ponownie remontowano.
W 1994 świątynia z 1717 została rozebrana (ostatnia msza odbyła się tam 5 czerwca 1994). Zastąpił ją kościół ceglany, wzniesiony z inicjatywy proboszcza Tadeusza Zabornego oraz parafian, konsekrowany przez biskupa Zygmunta Kamińskiego 27 października 1996. Pierwsza msza została w nim odprawiona 20 listopada 1994. W latach 2005–2006 powstała polichromia wewnętrzna.

## Architektura
Obiekt pierwotny (z 1717) był drewniany, orientowany, trójnawowy, wzniesiony na planie prostokąta i stał na kamiennej podmurówce. Prezbiterium było węższe od korpusu nawowego i zamknięte trójbocznie. Przy prezbiterium, od północy, znajdowała się zakrystia, a od południa mały aneks. Bryłę pokrywał dach dwuspadowy z sygnaturką. Fasada główna miała boczne ryzality, a w części środkowej wsparta była na dwóch słupach. Wieńczył ją trójkątny tympanon. Elewacje boczne dzielone były pilastrami i miały półkoliście zamknięte okna. Nawy rozdzielały dwa rzędy słupów, a chór wspierał się na dwóch słupach. Strop był drewniany, dekorowany malarsko (Drapiewski). 
Nowy kościół murowany wiernie odtwarza bryłę starego, drewnianego.

## Wyposażenie
Na wyposażeniu budowli znajduje się ołtarz główny z obrazem Matki Bożej i darami wotywnymi (najstarszy z 1500), który cieszy się szczególnym nabożeństwem w okolicy. Organy są przeniesione z poprzedniego kościoła. Skonstruowano je w warsztacie Wacława Przybyłowicza (lata 90. XIX wieku). Ambona jest barokowa (pierwsza połowa XVIII wieku), a chrzcielnica neobarokowa (około 1860). Z XVII wieku pochodzi rzeźba Chrystusa Frasobliwego. Prosta, gładka patena pochodzi z warsztatu złotnika toruńskiego, Nikolausa Bröllmanna.

## Galeria

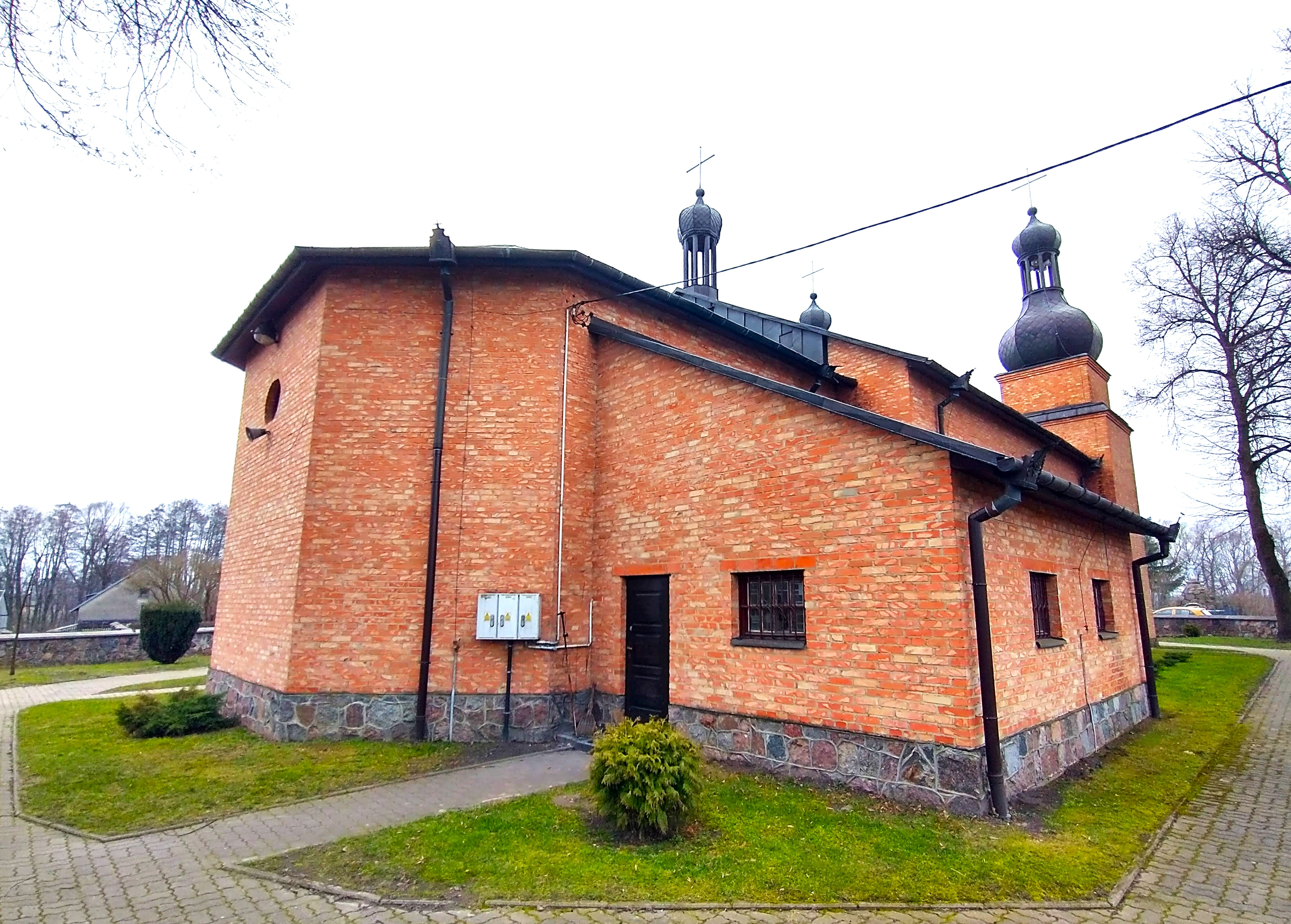
Widok od prezbiterium
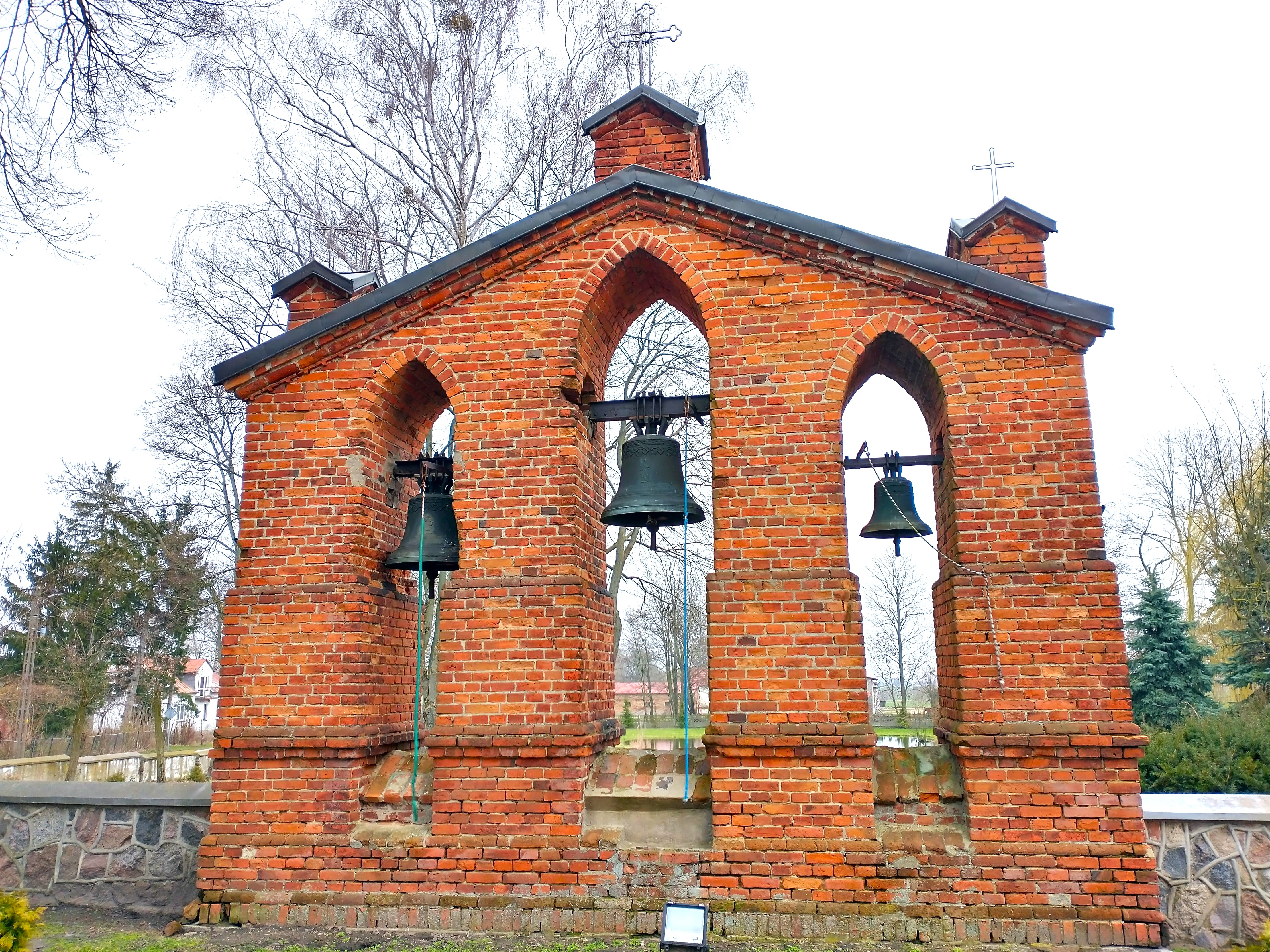
Dzwonnica parawanowa (XIX wiek)